# Stazione di Certaldo
La stazione di Certaldo è ubicata nel centro del paese, al km 24,90 della linea Empoli - Siena.
Il sottopasso è dotato di due ascensori ed una rampa per disabili.
Ha un parcheggio di 62 posti.
Il fabbricato viaggiatori, risalente alla metà dell'Ottocento, è rimasto pressoché identico, nonostante i restauri e gli adeguamenti per i servizi offerti agli utenti.
Grazie al suo immutato aspetto classico vi è stato ambientato uno spot televisivo del 1988 di una nota azienda produttrice di pasta. Nella scena sono rappresentati l'avvicinarsi e la fermata di una locomotiva a vapore proveniente dal senese.

## Servizi
La stazione dispone di:
- Biglietteria con operatore
- Biglietteria self-service
- Parcheggio di scambio
- Fermata autolinee Sita
- Sottopassaggio
- Ascensori
- Accessibilità per portatori di handicap
- Servizi igienici
- Annuncio sonoro arrivo e partenza treni
- Stazione video sorvegliata